# São Miguel e o Dragão (Rafael)
São Miguel e o Dragão é uma pintura a óleo do artista italiano Rafael.  Também chamada de Pequeno São Miguel, para distingui-la da obra maior e posterior sobre o mesmo tema, São Miguel derrota Satanás, ela está instalada no Louvre, em Paris. O trabalho descreve o Arcanjo Miguel em combate com os demônios do inferno, enquanto os condenados sofrem atrás dele. Junto com São Jorge, representa o primeiro dos trabalhos de Rafael sobre assuntos marciais.

## História
Um dos trabalhos do início da carreira do artista, a pintura foi executada para Guidobaldo da Montefeltro, duque de Urbino, em 1504 ou 1505, no verso de um tabuleiro de jogos, possivelmente comissionado para expressar agradecimento a Luís XII da França por conferir a Ordem de São Miguel a Francesco Maria I della Rovere, sobrinho e herdeiro de Guidobaldo. Qualquer que tenha sido o ímpeto de sua criação, em 1548 ele estava na coleção do Palácio de Fontainebleau.
Em seu livro Early Work of Raphael, Julia Cartwright sugere que a obra pode revelar a influência de Timoteo Viti na matiz dourada das asas verdes de Miguel, enquanto os pecadores ao fundo sugerem que Rafael pode ter consultado um volume ilustrado do Inferno de Dante. As punições retratadas refletem o tratamento que Dante faz dos hipócritas e ladrões.
Pouco mais de uma década depois de completar o pequeno São Miguel, Rafael foi contratado para revisitar o tema, produzindo São Miguel derrota Satanás para o Papa Leão X, em 1518.